# Alžběta Arpádovna

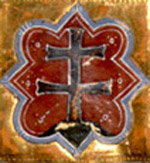
Znak Uher na středověké iluminaci

Alžběta Arpádovna (1292, Budapešť – 6. května 1338, Töss, kanton Curych) byla jedinou dcerou posledního uherského krále Ondřeje III. a Feneny z dynastie Piastovců.

## Život
Královna Fenena Kujavská zemřela v září 1295 a zanechala Ondřejovi jedinou dceru Alžbětu. Ovdovělý uherský panovník nutně potřeboval mužského dědice, a tak se již 13. února 1296 ve Vídni oženil s Anežkou, dcerou rakouského vévody Albrechta Habsburského.
Dne 12. února 1298 byla Alžběta zasnoubena s Přemyslovcem Václavem III.
Koncem roku 1300 byla otrávena Alžbětina babička Thomasina Morosiniová a otec Ondřej ji následoval do hrobu již v lednu 1301. Arpádovci tak vymřeli po meči. Královna vdova Anežka Habsburská vydala 15. ledna 1301 v Budíně listinu, jíž převzala uherský královský palác do své správy. Bylo nutné najít nového panovníka, v jehož těle by kolovala arpádovská krev. Uherští magnáti nechtěli přijmout kandidaturu Karla Roberta z Anjou a hledali jinou možnost. V úvahu připadal Ota III. Dolnobavorský, po matce Arpádovec a Václav III., vnuk Kunhuty Haličské a snoubenec desetileté Alžběty. Nakonec rozhodlo bohatství českého krále. Uherští páni byli uplaceni kutnohorským stříbrem.
27. srpna 1301 Václav III.
| „               | ...v den Rufa mučedníka byl od arcibiskupa kaločského ve městě Královském Bělehradě s přeskvělou nádherou slavnostně korunován svatou korunou uherských králů. Byli tam přítomni arcibiskupové, hrabata a přemnozí šlechticové a po skončení oné radostné slavnosti uctivě dovedli toho nového krále do Budína. Tak se tedy dědic český stal králem uherským. | “ |
| — Petr Žitavský | |   |

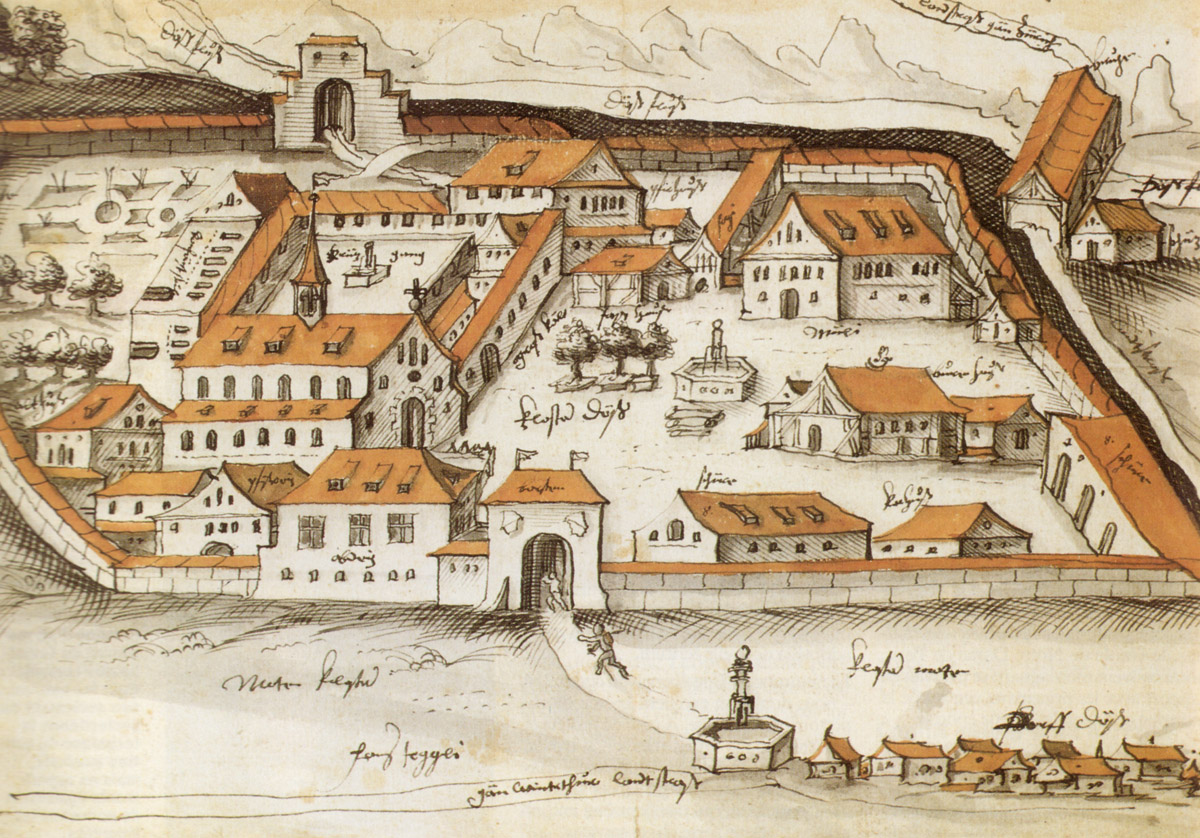
Veduta kláštera Katarinthal (17. století)

Papež Bonifác VIII. 31. května 1303 svým výrokem podpořil Karla Roberta z Anjou jako uherského krále a pohrozil církevními tresty všem, kteří by nadále chtěli podporovat Ladislava V. Uherští magnáti začali opouštět přemyslovský tábor a situace se vyostřila v okamžiku, kdy papežem podpořený římský král Albrecht Habsburský předložil Václavovi II. celý soubor přemrštěných a maximalistických požadavků. Český král se měl zříci nároků na Uhry, ale i na zastavené Chebsko, Míšeňsko a části Falce, vzdát se polské koruny a na pět či šest let odstoupit Albrechtovi desetinu příjmů z kutnohorských stříbrných dolů. Pokud by tyto nehorázné požadavky odmítl, žádal Habsburk vysoké odstupné. Nesplnitelné požadavky bylo nutno rozhřešit na bitevním poli. K Albrechtovi se přidala většina říšských knížat kromě Askánců. V létě 1304 se nemocný český král společně s vojskem vydal do Uher pro svého syna a společně s následníkem si odvezl i svatoštěpánskou korunu. Na podzim 1304 Čechy odolaly habsburskému vpádu a v červnu 1305 Václav II. podlehl tuberkulóze a Václav III. se stal českým králem.
Mladý král zrušil zasnoubení s Alžbětou v říjnu 1305, údajně čtyři dny po svatbě s Violou Těšínskou. Již bývalá snoubenka Alžběta byla tou dobou ve Vídni pod habsburskou kuratelou. 10. října Václav ještě použil titul uherského krále a to na listině v Bruntále. Poté se titulu vzdal a společně s uherskými korunovačními klenoty jej předal bratranci Otovi Dolnobavorskému, který se v převlečení vydal do Uher.
Po zrušení zasnoubení se Alžběta nikdy neprovdala. Zemřela v dominikánském klášteře Katarinthal v Tössu u švýcarského Winterthuru.